# Ivan Katalinić
Ivan Katalinić (Traù, 17 maggio 1951) è un allenatore di calcio ed ex calciatore croato, fino al 1992 jugoslavo, di ruolo portiere.

## Carriera
Durante la sua carriera da calciatore gioca per Slaven Trogir, Hajduk Spalato e Southampton, in First Division.
Debutta in Nazionale il 30 gennaio 1977 contro la Colombia (0-1).

## Statistiche

### Cronologia presenze e reti in nazionale
| Cronologia completa delle presenze e delle reti in nazionale ― Jugoslavia | Cronologia completa delle presenze e delle reti in nazionale ― Jugoslavia | Cronologia completa delle presenze e delle reti in nazionale ― Jugoslavia | Cronologia completa delle presenze e delle reti in nazionale ― Jugoslavia | Cronologia completa delle presenze e delle reti in nazionale ― Jugoslavia | Cronologia completa delle presenze e delle reti in nazionale ― Jugoslavia | Cronologia completa delle presenze e delle reti in nazionale ― Jugoslavia | Cronologia completa delle presenze e delle reti in nazionale ― Jugoslavia |
| Data                                                                      | Città                                                                     | In casa                                                                   | Risultato                                                                 | Ospiti                                                                    | Competizione                                                              | Reti                                                                      | Note                                                                      |
| ------------------------------------------------------------------------- | ------------------------------------------------------------------------- | ------------------------------------------------------------------------- | ------------------------------------------------------------------------- | ------------------------------------------------------------------------- | ------------------------------------------------------------------------- | ------------------------------------------------------------------------- | ------------------------------------------------------------------------- |
| 30-1-1977                                                                 | Bogotà                                                                    | Colombia                                                                  | 0 – 1                                                                     | Jugoslavia                                                                | Amichevole                                                                | -                                                                         |                                                                           |
| 1-2-1977                                                                  | León                                                                      | Messico                                                                   | 5 – 1                                                                     | Jugoslavia                                                                | Amichevole                                                                | -5                                                                        |                                                                           |
| 8-2-1977                                                                  | Monterrey                                                                 | Messico                                                                   | 0 – 1                                                                     | Jugoslavia                                                                | Amichevole                                                                | -                                                                         |                                                                           |
| 23-3-1977                                                                 | Belgrado                                                                  | Jugoslavia                                                                | 2 – 4                                                                     | Unione Sovietica                                                          | Amichevole                                                                | -4                                                                        |                                                                           |
| 30-4-1977                                                                 | Belgrado                                                                  | Jugoslavia                                                                | 1 – 2                                                                     | Germania Ovest                                                            | Amichevole                                                                | -2                                                                        |                                                                           |
| 8-5-1977                                                                  | Zagabria                                                                  | Jugoslavia                                                                | 0 – 2                                                                     | Romania                                                                   | Qual. Mondiali 1978                                                       | -2                                                                        |                                                                           |
| 26-6-1977                                                                 | Belo Horizonte                                                            | Brasile                                                                   | 0 – 0                                                                     | Jugoslavia                                                                | Amichevole                                                                | -                                                                         |                                                                           |
| 3-7-1977                                                                  | Buenos Aires                                                              | Argentina                                                                 | 1 – 0                                                                     | Jugoslavia                                                                | Amichevole                                                                | -1                                                                        |                                                                           |
| 5-10-1977                                                                 | Budapest                                                                  | Ungheria                                                                  | 4 – 3                                                                     | Jugoslavia                                                                | Amichevole                                                                | -4                                                                        | 71’                                                                       |
| 16-11-1977                                                                | Salonicco                                                                 | Grecia                                                                    | 0 – 0                                                                     | Jugoslavia                                                                | Coppa dei Balcani                                                         | -                                                                         |                                                                           |
| 30-11-1977                                                                | Belgrado                                                                  | Jugoslavia                                                                | 0 – 1                                                                     | Spagna                                                                    | Qual. Mondiali 1978                                                       | -1                                                                        |                                                                           |
| 5-4-1978                                                                  | Teheran                                                                   | Iran                                                                      | 0 – 0                                                                     | Jugoslavia                                                                | Amichevole                                                                | -                                                                         |                                                                           |
| 18-5-1978                                                                 | Roma                                                                      | Italia                                                                    | 0 – 0                                                                     | Jugoslavia                                                                | Amichevole                                                                | -                                                                         | 70’                                                                       |
| Totale                                                                    |                                                                           | Presenze                                                                  | 13                                                                        |                                                                           | Reti                                                                      | -19                                                                       |                                                                           |

## Palmarès

### Giocatore

#### Club

##### Competizioni nazionali
- Campionato jugoslavo: 3

Hajduk Spalato: 1973-1974, 1974-1975, 1978-1979
- Coppa di Jugoslavia: 4

Hajduk Spalato: 1973, 1974, 1975-1976, 1976-1977

#### Individuale
- Premio del giornale Tempo al miglior portiere jugoslavo dell'anno: 1

1975-1976
- Trofeo Bili al miglior giocatore dell'anno dell'Hajduk Spalato: 1

1976-1977
- Golden Glove Award del The Daily Star al miglior portiere del mese in First Division: 1

Dicembre 1981

### Allenatore

#### Club

##### Competizioni nazionali
- Coppa di Croazia: 2

Hajduk Spalato: 1992-1993, 1994-1995
- Supercoppa di Croazia: 3

Hajduk Spalato: 1993, 1994, 2004
- Campionato croato: 2

Hajduk Spalato: 1993-1994, 1994-1995
- Treća HNL: 1

Dugopolje: 2009-2010 (Girone Sud)

#### Individuale
- Allenatore croato dell'anno per Sportske novosti: 2

1994, 1995